# Larmahue
Larmahue es una localidad chilena ubicada en la comuna de Pichidegua, Región de O'Higgins. Se ubica a 77 km al suroeste de Rancagua, y a 5 km de la capital comunal. Esta localidad se destaca por su peculiar técnica de regadío consistente en ruedas, las Azudas de Larmahue.
La localidad de Larmahue es pequeña, consistente en una larga calle, en donde florecen buganvillas durante los meses de verano. En octubre se realiza la "Fiesta Costumbrista de Ruedas de Larmahue".

## Historia
Los orígenes de Larmahue se remontan a la creación de la estancia del mismo nombre («Larmagüe»), en el siglo XVIII. La hacienda de Larmahue se formó por las mercedes de tierra y concesiones constituidas a comienzos del siglo XVII por el conquistador Juan de Quiroga.

Larmahue.-—Fundo del departamento de Caupolicán situado en la banda izquierda del río Cachapual, inmediata al S. de la aldea de Pichidegua y al O. de la aldea del mismo nombre.
Francisco Solano Asta-Buruaga y Cienfuegos, Diccionario Geográfico de la República de Chile (1897).

A partir de la hacienda Larmagüe surgieron otras haciendas, como El Huique. A mediados del siglo XIX la hacienda era propiedad de Juan José Echenique Bascuñán, político chileno. Luego pasó a su única hija, Gertrudis Echenique Mujica, quien contrajo nupcias con quien fuese más tarde presidente de la República, Federico Errázuriz Echaurren.
El 22 de diciembre de 1891 fue creada la comuna de Pichidegua, en cuya jurisdicción se encuentra Larmahue.